# 황홀한 영혼 프레드
"황홀한 영혼 프레드"(Drop Dead Fred)는 미국에서 제작된 아테 드 종 감독의 1991년 코미디, 판타지 영화이다. 피비 케이츠 등이 주연으로 출연하였고 폴 웹스터 등이 제작에 참여하였다. 폴리그램 필름드 엔터테인먼트와 워킹 타이틀 필름스가 제작하고 뉴라인 시네마가 배급 및 개봉하였다.

## 출연

### 주연
- 피비 케이츠
- 릭 메이올

### 조연
- 마사 메이슨
- 팀 매더슨
- 캐리 피셔
- 키스 찰스
- 애슐리 펠던

## 같이 보기
- 분열형 인격장애